# Lừa
Lừa, Equus asinus, là một loài động vật có vú thuộc họ Ngựa, một họ thuộc bộ Guốc lẻ. Tổ tiên hoang dã của lừa là lừa hoang châu Phi (E. africanus). Lừa đã được sử dụng như một con vật làm việc ít nhất từ 5.000 năm trước. Hiện có hơn 40 triệu con lừa trên thế giới, chủ yếu là tại các quốc gia kém phát triển, nơi chúng được sử dụng chủ yếu như con vật để kéo và thồ vật. Lừa làm thường gắn liền với những người sống bằng hoặc thấp hơn mức độ tự cung tự cấp. Một số lượng nhỏ lừa được giữ nuôi sinh sản, như vật nuôi tại các nước phát triển.
Lừa lần đầu tiên được thuần hóa khoảng năm 3000 hoặc năm 4000 trước Công nguyên, có lẽ ở Ai Cập hay Lưỡng Hà, và đã lan rộng trên toàn thế giới.

## Hình ảnh

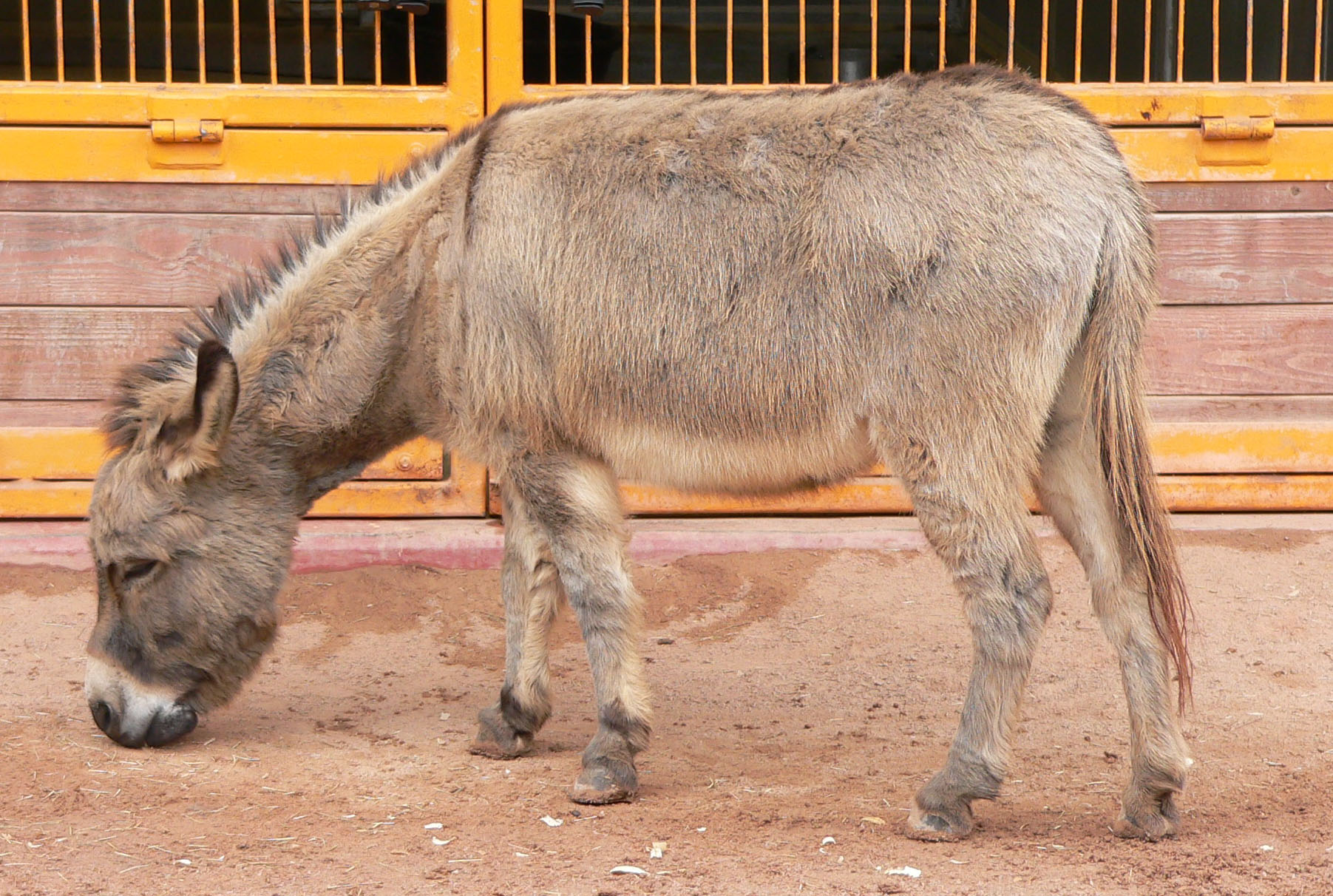
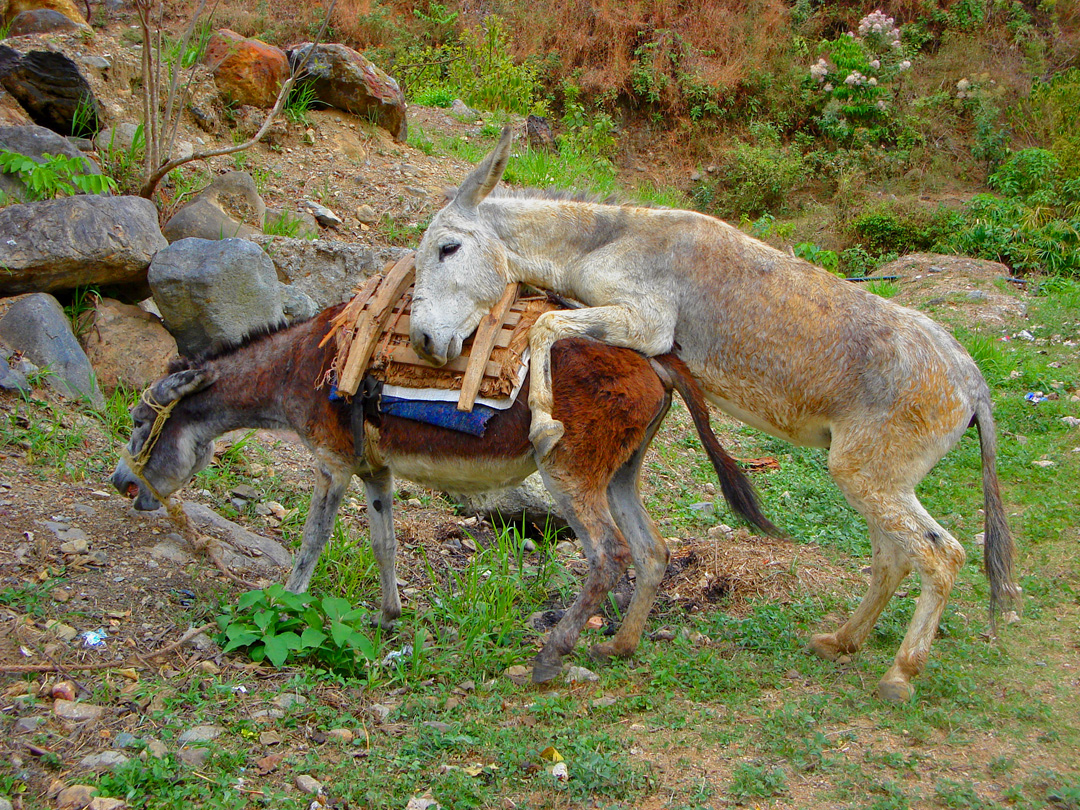
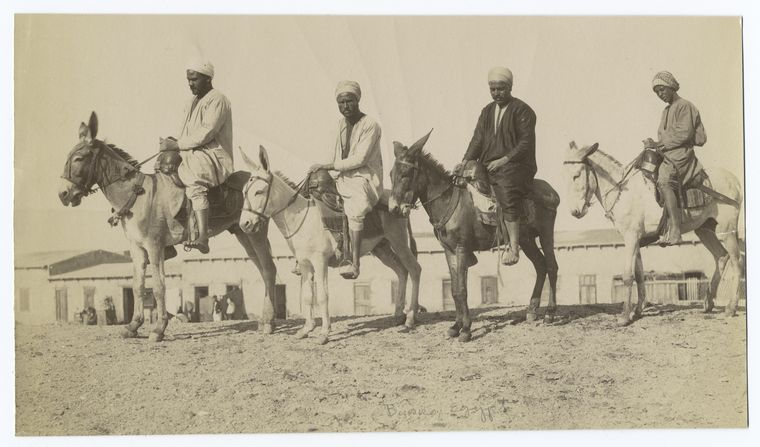
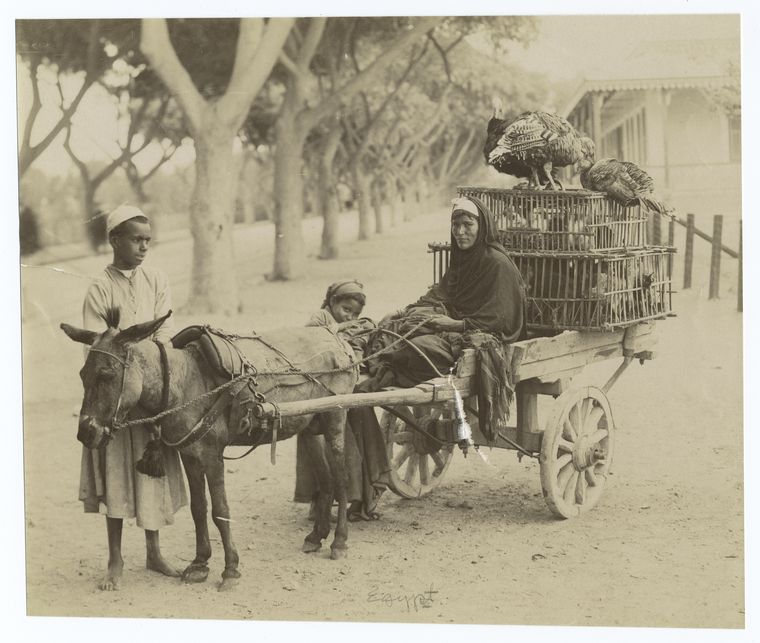
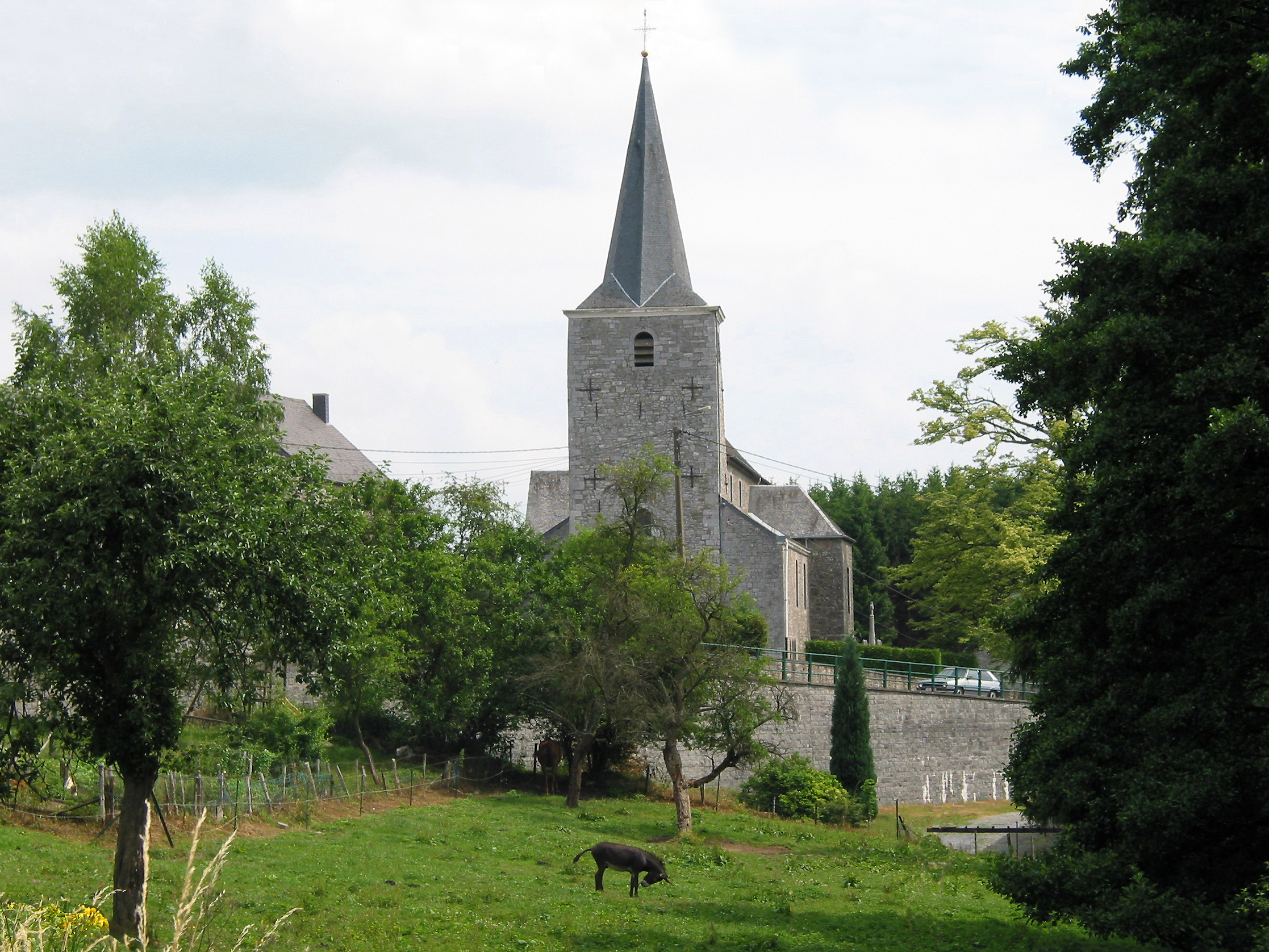